# Alchemilla sierrae
Alchemilla sierrae är en rosväxtart som beskrevs av A.M. Romo. Alchemilla sierrae ingår i släktet daggkåpor, och familjen rosväxter. Inga underarter finns listade i Catalogue of Life.